# Metropolitano de Tiblíssi
O metro de Tiblíssi é o sistema de metropolitano que opera na cidade de Tiblíssi, na Geórgia. Foi inaugurado em 1966, sendo a quarta rede de metro a aparecer na URSS. À semelhança da maioria dos sistemas de metropolitano ex-soviéticos, as estações são muito profundas e ricamente ornamentadas. O metro de Tiblíssi tem actualmente duas linhas, 22 estações (das quais 20 são subterrâneas) numa extensão total de 26,4 km.

## História
Tiblíssi, a capital da Geórgia, foi sempre encarada como a quarta cidade mais importante da URSS. Era principalmente pela sua posição política (capital da República Socialista Soviética da Geórgia), mas também por ser a terra natal de muitos políticos soviéticos importantes, nomeadamente Estaline. O crescimento rápido da cidade ditou a necessidade de construir um sistema de metropolitano para servir as muitas pessoas que habitavam o local.
A construção do metro de Tiblíssi começou em 1952, e foi inaugurado a 11 de Janeiro de 1966. Foi o quarto sistema de metropolitano a ser construído na URSS, depois do metro de Moscovo, metro de São Petersburgo e metro de Kiev. O primeiro troço tinha seis estações. Nos anos 90, a maior parte dos nomes das estações, que perduravam desde a era soviética, foram mudados. Desde então o metro tem vindo a perder qualidade; a segurança é fraca e o financiamento é escasso. Contudo, desde 2004, esses parâmetros foram muito melhorados, e o metro voltou a funcionar com normalidade.

## Rede

Diagrama do metro de Tiblíssi

| Linha                  | Cor      | Trajecto                      | Inauguração | Número de estações |
| ---------------------- | -------- | ----------------------------- | ----------- | ------------------ |
| Linha Gldani-Varketili | Vermelho | Akhmetelis Teatri ↔ Varketili | 1966        | 16                 |
| Linha Saburtalo        | Verde    | Saburtalo ↔ Vazha-Pshavela    | 1979        | 6                  |